# Lukas Mrzyglod
Vincent Lucas Mrzyglód, auch Mrziglod oder Wincenty Łukasz Mrzyglód (* 17. Juli 1884 in Groß-Patschin; † 11. April 1952 in Neisse), war ein Maler, Konservator und Restaurator von Denkmälern.
1907 trat er in das franziskanische Noviziat in Breslau-Carlowitz ein und nahm den Ordensnamen Lucas an. Er absolvierte die Königliche Kunst- und Gewerbeschule in Breslau, wo unter anderem Julian Waldowski sein Lehrer war. Nach dem Ersten Weltkrieg erhielt er vom Papst eine Ausnahmegenehmigung, verließ den Orden und gründete eine Familie.
Er war zunächst als freischaffender Künstler tätig und schuf religiöse Gemälde, Landschaftsbilder und Porträts. Er qualifizierte sich auch als Restaurator zur Erhaltung von historischem Kulturgut und wurde 1932 als Leiter an die Provinzialrestaurierungswerkstatt in Neisse berufen, wo er bis 1945 tätig war und seinen Sohn Arnold Mrziglod (1921–1984) in die Lehre nahm. Nach dem Krieg konnte er der Vertreibung entgehen. Bis zu seinem Tod 1952 wurden von ihm zahlreiche kirchliche Kunstwerke und Innenräume in Oberschlesien restauriert bzw. künstlerisch gestaltet. Im Seminar der Steyler Missionare gab er auch Zeichen- und Kunstunterricht.
1997/98 fand unter der Schirmherrschaft des Kölner Kardinals Joachim Meisner und des Bischofs von Oppeln Alfons Nossol eine Wanderausstellung an verschiedenen Orten Polens und Deutschlands statt, die in einem zweisprachigen Katalog des Oberschlesischen Landesmuseums unter dem Titel Lucas Mrzyglod, ein oberschlesischer Maler und Restaurator dokumentiert wurde.